# 차이나타운 2
"차이나타운 2"(Chinatown 2)는 한국에서 제작된 박우상 감독의 1993년 영화이다. 이태준 등이 주연으로 출연하였고 송인범 등이 제작에 참여하였다.

## 출연

### 주연
- 이태준
- 바비 김

## 기타
- 조명: 이동민